# Armeeabteilung Kempf
Armeeabteilung Kempf var en tysk militär enhet under andra världskriget, den var en temporär enhet av arméstorlek. Den bildades den 21 februari genom att Armeeabteilung Lanz döptes om i samband med att Hubert Lanz avskedades och Werner Kempf övertog kommandot över enheten. Den 22 augusti 1943 ombildades Armeeabteilung Kempf till 8. Armee.
Förbandet deltog i Slaget vid Kursk och utgjorde en del av den södra anfallsstyrkan från Armégrupp Süd.

## Organisation
Förbandets organisation den 7 juli 1943:
- XLII. Armeekorps
  - 161. Infanterie-Division
  - 39. Infanterie-Division
  - 282. Infanterie-Division
- Generalkommando z.b.V. Raus (XI. Armeekorps)
  - 320. Infanterie-Division
  - 198. Infanterie-Division
  - 106. Infanterie-Division
- III. Panzerkorps
  - 6. Panzer-Division
  - 7. Panzer-Division
  - 19. Panzer-Division
  - 168. Infanterie-Division

## Befälhavare
Förbandets befälhavare:
- General der Panzertruppe Werner Kempf (21 februari 1943 - 16 augusti 1943)
- General der Infanterie Otto Wöhler (16 augusti 1943 - 22 augusti 1943)